# 尚湖镇 (磐安县)
尚湖镇，中国浙江省金华市磐安县下辖的一个镇。产业有茶叶、香菇、药材、纺织、机械等。

## 建置沿革
原名尚坞，后改为尚湖。1950年11月由九和乡分设尚湖乡，1956年为尚湖乡，1961年改为尚湖公社，1983年复改为尚湖乡，1986年为尚湖镇。。

## 水系
曹娥江发源于尚湖镇王村的大盘水脉长坞。东阳江（金华江支流）的主流北江发源于尚湖镇的龙乌尖。

## 行政区划
尚湖镇现辖：
大王村、下袁村、杜家庄村、市岭下村、山宅村、下溪滩村、尚湖村、上溪滩村、中信庄村、陈董村、倪董村、上袁村、五家山村、外山塘村、花坟前村、荷花塘村、上炉坑村、后岩村、上高亭村、岭干村、小坑门村、马南山村、板榧村、栗树山村、农家湖口村、同田村、黄岩前村、黄林坑村、大家古村、尚路妍村、西岭村和下宅口村。